# Friedrich Andreae
Friedrich Andreae, teljes neve: Emil Friedrich Adolf Andreae (Magdeburg, 1879. október 12. - Breslau, ma Wrocław, Lengyelország, 1939. január 17.) német történész

## Élete
Apja Hans Andreae hajótulajdonos, anyja Martha Müller volt. 1890 húsvétjától a magdeburgi Domgymnasium tanulója lett testvéreivel, Wilhelm Andreae-val és Kurt Hildebrandttal együtt. Ezután történelmet, közgazdaságtant, irodalom- és művészettörténetet és filozófiát tanult a Müncheni Egyetemen. 1901-ben a berlini Humboldt Egyetemre került, ahol főleg Kelet-Európa történetével foglalkozott. Berlinben a tanárai Kurt Breysig, Max Lenz, Michael Tangl és Theodor Schiemann voltak, ez utóbbinál doktorált 1905-ben, témája a lengyelországi porosz és orosz politika volt. Tanulmányai alatt tagja volt egy, Kurt Breysig történész köré gyűlt diákcsopornak, amely a Berlin melletti Niederschönhausenben székelt. Ebben az időben élt együtt a költő Friedrich Wolters-szel, akivel közösen 1908-ban egy verseskötetet publikált, valamint Rudolf von Heckellel egy házban. A diákkörbe tartozott Berthold Vallentin, Kurt Hildebrandt, valamint Friedrich testvére, Wilhelm is. 1907 júniusában a közösség Lichterfeldébe költözött, ahol Friedrich Wolters, Berthold Vallentin és az Andreae fivérek együtt éltek egy villában. Itt csatlakozott a körhöz Paul Thiersch építész, aki egyre inkább elfordult Kurt Breysigtől. 1908-ban Breysig, Andreae, Wolters és Vallentin közösen publikált egy emlékkiadványt Gustav von Schmoller számára, a munkában Andreae készítette el a 18. századi Kínáról szóló fejezetet (China und das 18. Jahrhundert). A kör egyre inkább Stefan George költő felé fordult, aki már 1905-ben látogatást tett náluk. Andreae és a többi hohenschönhauseni barát a György-kör tagjai lettek (George-Kreis).
Andreae-t nagyra értékelték a körben, de nem volt saját fontos funkciója, és nem volt különösebben szoros kapcsolata a "mesterrel". Egy alkalommal ő nézte át Stefan George Blätter für die Kunst című munkájának nyomdai kefelevonatát. Barátai is nagyra becsülték, Friedrich Gundolf például „a kedves, finom, nemes és okos Andreae”-nak nevezte. A később a csoporthoz csatlakozó Ludwig Thormaehlen, akit Andreae Hildebrandthoz hasonlóan az iskolából ismert Andreae-t "leírhatatlan kedvességű, hihetetlen, önzetlen buzgalommal rendelkező" személyként írta le. 1912-ben Andreae a Breslaui Egyetemre ment magánoktatónak, ahol 1921-ben a történelem docense lett. A nemzetiszocialista hatalomátvétel után a Nürnbergi törvények miatt tanári posztjából felmentették, csak az egyetemi levéltérban dolgozhatott.  Innen végzett kutatásokat a Breslaui Egyetem történetével kapcsolatban, 1936-ban pedig névtelenül adott ki egy forrásgyűjteményt a Breslaui Egyetem történetéről. Foglalkozott a II. Katalin orosz cárnő alatti Kelet-Európa és Oroszország történelmével is. Később Szilézia történetével, elsősorban sziléziai életrajzokkal foglalkozott. Különösen nagy hatású volt négykötetes Schlesische Lebensbilder sorozat, amelyet a Sziléziai Történeti Bizottság megbízásából Andreae szerkesztett néhány munkatársával közösen.
Felesége, Maria Reichl zsidó származású volt. 1939-ben, Andreae halála után lányával, Lida Maria Renate-vel együtt Angliába emigrált.

## Munkái
Szerzőként
- Preussische und russische Politik in Polen: Von der taurischen Reise Katharinas II. (Januar 1787) bis zur Abwendung Friedrich Wilhelms II. von den Hertzbergischen Plänen (August 1789). Liebheit & Thiesen, Berlin 1905.
- Friedrich Wolters-szel közösen: Arkadische Launen. S. Calvary, Berlin 1908 (online változat).
- Beiträge zur Geschichte Katharinas II. Die Instruktion vom Jahre 1767 für die Kommission zur Abfassung eines neuen Gesetzbuches. Reimer, Berlin 1912.
- Aus dem Leben der Universität Breslau. ohne Ort [Breslau], év nélkül [1936]. online változat

Szerkesztőként
- Kurt Breysig, Berthold Vallentin és Friedrich Wolters társaságában: Grundrisse und Bausteine zur Staats- und zur Geschichtslehre. Zusammengetragen zu den Ehren Gustav Schmollers und zum Gedächtnis des 24. Juni 1908, seines siebenzigsten Geburtstages, Berlin 1908.
- Denkwürdigkeiten des Freiherrn Hermann von Gaffron-Kunern. Festgabe des Verein für Geschichte und Alterthum Schlesiens|Vereins für Geschichte Schlesiens zur Jahrhundertfeier der Befreiungskriege. Breslau 1913. Online változat
- Max Hippe, Otfried Schwarzer, Heinrich Wendt társaságában: Schlesische Lebensbilder. Korn, Breslau 1922–1931, 
  - Band 1. Schlesier des 19. Jahrhunderts, 1922 online változat
  - Band 2. Schlesier des 18. und 19. Jahrhunderts, 1926 online változat
  - Band 3. Schlesier des 17. bis 19. Jahrhunderts, 1928 online változat
  - Band 4. Schlesier des 16. bis 19. Jahrhunderts, 1931

## Fordítás
- Ez a szócikk részben vagy egészben  a   Friedrich Andreae című német Wikipédia-szócikk ezen változatának fordításán alapul.  Az eredeti cikk szerkesztőit annak laptörténete sorolja fel. Ez a jelzés csupán a megfogalmazás eredetét és a szerzői jogokat jelzi, nem szolgál a cikkben szereplő információk forrásmegjelöléseként.